# Oberer See (Sternberg)
Der Obere See liegt westlich der Stadt Sternberg im Landkreis Ludwigslust-Parchim in Mecklenburg-Vorpommern. Der See hat eine Längsausdehnung von etwa 800 Metern und eine Breite von maximal etwa 400 Metern. Das Gewässer teilt sich in ein größeres Nord- und ein kleineres Südbecken, welche im östlichen Teil durch eine markante Halbinsel voneinander getrennt sind. Das Ufer ist fast durchgängig bewaldet und vor allem im Ostteil recht steil. Im Südosten befindet sich der Abfluss zum Wustrowsee.

## Nachweise
1. ↑  Geodatenviewer des Amtes für Geoinformation, Vermessungs- und Katasterwesen Mecklenburg-Vorpommern (Hinweise)